# Euprosthenops pavesii
Euprosthenops pavesii là một loài nhện trong họ Pisauridae.
Loài này thuộc chi Euprosthenops. Euprosthenops pavesii được Roger de Lessert miêu tả năm 1928.